# Hold On (Korn)
Hold On è una canzone della band metal statunitense Korn, ed è il secondo singolo di Untitled, ottavo album in studio.

## La canzone
Munky descrive questa canzone come "la cosa più vicina ad una canzone originale dei Korn", inoltre, è una delle alcune canzoni dell'album che ha Brooks Wackerman alla batteria.
Il messaggio di Hold On deriva dalla malattia del sangue di Jonathan Davis, ed è descritto da Davis come un "canto di potenziamento".

## Video musicale
Il video musicale mostra la band in un rodeo, con Munky e Jonathan che si sfidano in una gara di tori al fine di vincere un premio. Il video è dedicato a Lane Frost, un "bullrider" che è morto il 30 luglio 1989 in seguito a delle ferite subite cadendo dal toro.

## Nei media
- Hold On è udibile in uno spot della Ford Focus 2008.

## Tracce
1. Hold On – 3:03

## Formazione
Gruppo
- Jonathan Davis - voce, chitarra, cornamusa, batteria
- James "Munky" Shaffer - chitarra, mandolino, lap steel guitar
- Reginald "Fieldy" Arvizu - basso

Altri musicisti
- Brooks Wackerman - batteria
- Zac Baird - tastiera, organo, sintetizzatore

## Classifiche
| Classifica (2007)             | Posizione massima |
| ----------------------------- | ----------------- |
| Stati Uniti (alternative)     | 35                |
| Stati Uniti (mainstream rock) | 9                 |